# Saint-Genis-l'Argentière
Saint-Genis-l'Argentière este o comună în departamentul Rhône din sud-estul Franței. În 2009 avea o populație de 994 de locuitori.

## Evoluția populației
| An        | 1975 | 1982 | 1990 | 1999 | 2006 | 2009 |
| --------- | ---- | ---- | ---- | ---- | ---- | ---- |
| Populație | 549  | 656  | 802  | 860  | 963  | 994  |